# Skrzywienie kręgosłupa

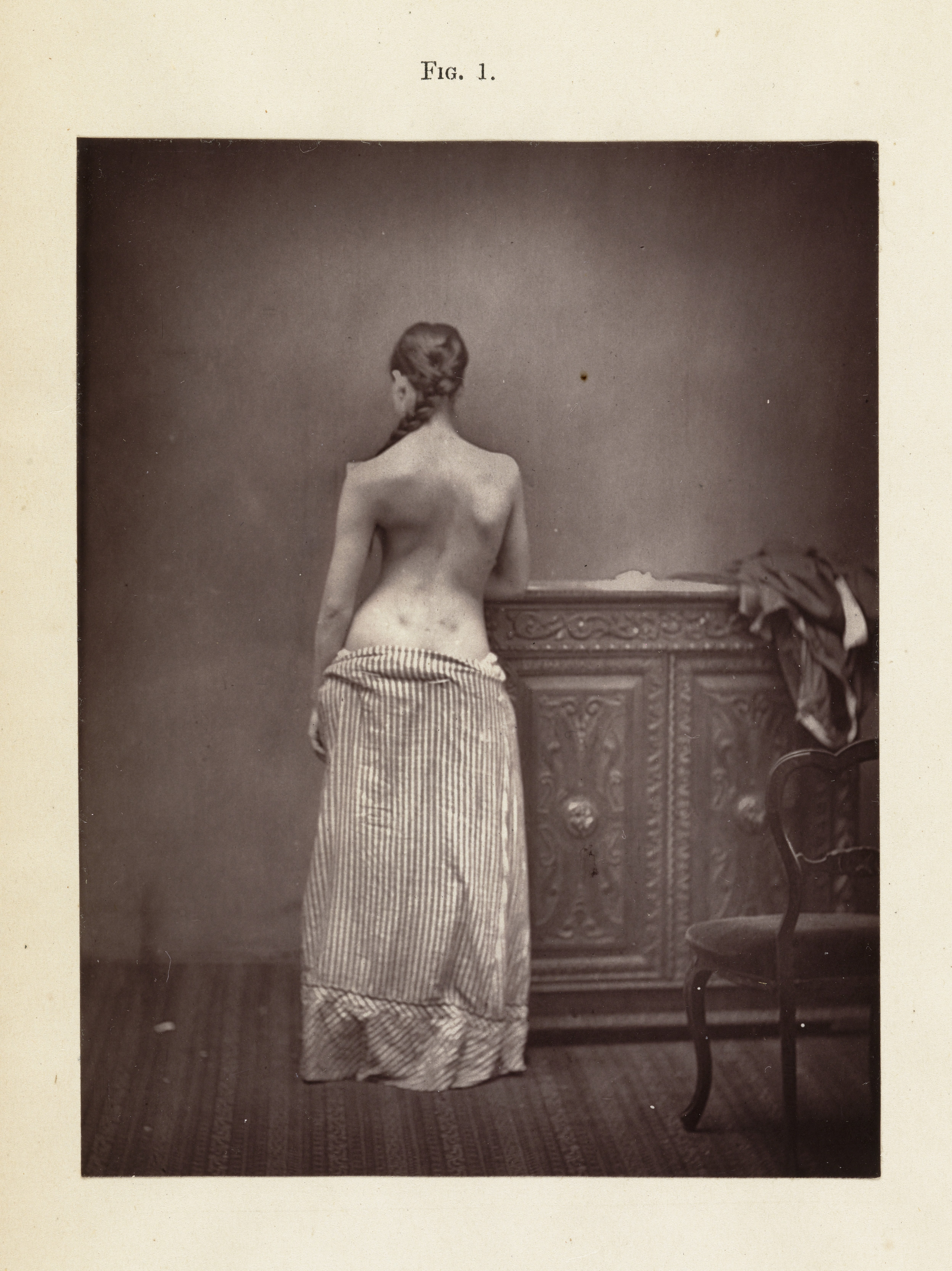
Kobieta ze skrzywieniem kręgosłupa (1877)

U człowieka dorosłego występują dwa rodzaje fizjologicznych krzywizn kręgosłupa:
- kifoza (kręgosłup wygięty do tyłu)
  - piersiowa – kształtuje się w życiu płodowym, a zostaje ustalona do 6–7 roku życia. Powinna mieć od 20 do 40 stopni. Poniżej i powyżej tych wartości jest patologią.
  - krzyżowa – kształtuje się w życiu płodowym. Odcinek krzyżowy wygięty jest ku tyłowi.
- lordoza (kręgosłup wygięty do przodu)
  - szyjna – kształtuje się po sześciu tygodniach gdy dziecko unosi głowę i do 6–7 roku życia zostaje ustalona. Powinna mieć od 20 do 40 stopni
  - lędźwiowa – kształtuje się w drugim roku życia, gdy dziecko zaczyna chodzić, a zostaje ustalona dopiero w okresie dojrzewania płciowego. Powinna mieć od 30 do 50 stopni.

Skolioza (skrzywienie boczne) jest skrzywieniem patologicznym.
Wrodzona skolioza (wrodzone skrzywienie boczne kręgosłupa) może być spowodowane ukształtowaniem się klinowego lub połowicznego kręgu bądź przez belki kręgowe. Najczęściej dochodzi jednak do rozwoju samoistnego skrzywienia kręgosłupa, stanu, w którym zarówno kręgosłup, jak i układ mięśniowy wydają się prawidłowe i trudno wskazać na istotną przyczynę. W powstawaniu wady ważną rolę odgrywa czynnik dziedziczny. Ocenia się, że ryzyko urodzenia dziecka ze skoliozą, w przypadku gdy rodzice są zdrowi, ale matka urodziła jedno dziecko z tą wadą wynosi 10–15%. Skolioza idiopatyczna pojawia się w okresie postnatalnym, bezpośrednio przed pokwitaniem, tak więc jest to wada wrodzona tylko w tym sensie, że czynnik predysponujący wystąpił w okresie prenatalnym. Skolioza bardzo często występuje w zespołach wad wrodzonych. Duże skrzywienie boczne wymaga wizyty u lekarza-ortopedy w celu sprawdzenia, czy konieczna będzie operacja.

## Przyczyny patologicznych skrzywień kręgosłupa
- Nieprawidłowe noszenie plecaka/tornistra – istotną przyczyną skrzywienia może być noszenie plecaka tylko na jednym ramieniu. Pomagać może rozłożenie siły napierającej na ramiona zamiast kumulowania go w jednym miejscu.
- Zła postawa przy siedzeniu – kręgosłup może krzywić również zgarbiona postawa przy np. odrabianiu lekcji czy korzystaniu z komputera.
- Praca i ćwiczenia jednostronne – ćwiczenia takie jak gra w tenisa i prace wykonywane jedną stroną ciała również są częstą przyczyną skrzywień.
- Noszenie ciężarów – dźwiganie dużych ciężarów obciąża i krzywi nam kręgosłup.
- Praca w pozycji pochylonej – pracując w schyleniu wyginamy kręgosłup i krzywimy go.